# Grupo de Ejércitos Hollidt

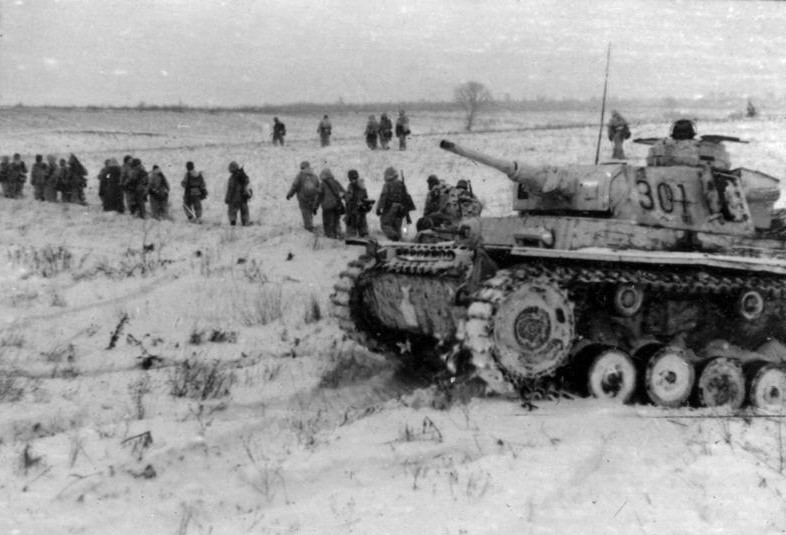
Rusia, granaderos de las Waffen-SS en acción

El Grupo de Ejércitos Hollidt (en alemán Heeresgruppe Hollidt) fue un Grupo de Ejércitos del Heer, que entró en vigor para la parte meridional del Frente Oriental. Se creó el 23 de enero de 1943 del formado comando General de la XVII Cuerpo, en la lucha en Donbogen y Donez. El ejército se incluyó en el Departamento del Grupo de Ejércitos Don y del Grupo de Ejércitos Sur. Fue comandado por el General de Infantería Karl-Adolf Hollidt. Como iba a reforzar la 306.ª División de Infantería. El 2 de febrero, el VI Ejército se rindió, habiendo tenido 147.000 bajas y siendo hechos prisioneros otros 90.000. Después de la retirada hacia Donez, fue formado de nuevo a partir del Grupo de Ejércitos Hollidt (Armeeabteilung Hollidt), el 5 de marzo de 1943, y pasó a denominarse el VI Ejército.

## Comandante
- General Karl-Adolf Hollidt.

## Orden de batalla
- 62.ª División de Infantería
- 294.ª División de Infantería
- 336.ª División de Infantería
- 387.ª División de Infantería
- 6.ª División Panzer
- 7.ª División Panzer
- 11.ª División Panzer
- Grupo de Ejércitos Mita

- Datos: Q545551